# Barnston (Merseyside)
Barnston es una localidad situada en el condado de Merseyside, en Inglaterra (Reino Unido), con una población estimada a mediados de 2016 de 748 habitantes.
Se encuentra ubicada en el centro de la región Noroeste de Inglaterra, cerca del río Mersey, de la costa del mar de Irlanda y de la ciudad de Liverpool —la capital del condado—.